# 南部町立名川南小学校
南部町立名川南小学校（なんぶちょうりつ ながわみなみしょうがっこう）は、青森県三戸郡南部町鳥谷にあった公立小学校。

## 概要
旧名川町の一部を学区とした。主な進学先は、学区内の南部町立名川中学校である。

## 沿革
- 2006年（平成18年）4月 - 鳥舌内小学校と鳥谷小学校を統合し、名川南小学校を創立[1]。開校式典挙行[2]。
- 2022年（令和4年）10月22日 - 閉校式典挙行[3]。
- 2023年（令和5年）4月 - 名川地区の小学校統合により、閉校[4]。

## 学区
鳥舌内、鳥谷、法光寺（字日渡）

## アクセス
- なんぶ里バス「名川南小学校前」バス停下車。
- 青い森鉄道青い森鉄道線剣吉駅から、上述のなんぶ里バスに乗車し、「名川南小学校前」バス停下車。
- 名川中学校から、上述のなんぶ里バスに乗車し、「名川南小学校前」バス停下車。
  - 「名川南小学校前バス停」を経由する路線や所要時間については、こちらを参照。
- 青い森鉄道青い森鉄道線剣吉駅から、車で約9.3km・約17分。

## 周辺
- 岩手県道・青森県道33号軽米名川線
- 八戸市（旧:南郷村）との境界線も近い。